# 右更增三
右更增三，即鲸鱼座54（54 Ceti），是一颗位于白羊座的变星，虽然它是以鲸鱼座命名，但实际上却是位于白羊座靠近鲸鱼座的边界处。它距离地球约139光年， 视星等为5.933。